# پلیس خصوصی
پلیس خصوصی نوعی ارگان اعمال قانونند که در مالکیت و/یا کنترل موجوداتی غیردولتیند.
اینها می‌توانند شرکتهایی باشند که دولت با آن‌ها کار پلیسی را پیمانکاری می‌کند یا مأمورانی باشند که با شرکت‌های مختلف برای نگهبانی از منطقه قرارداد ببندند نظیر پلیس ویژهٔ نگهبان سن فرنسیسکو.
در ایالات متحده شرکت‌های امنیتی خصوصی از دولت‌های فدرال، ایالتی و محلی آمریکا روی هم، نگهبانان، پرسنل و کارآگاهان بیشتری استخدام می‌کنند و بسیاری از وظایفی را که زمانی جزو اصلی مأموریت پلیس دولتی شمرده می‌شد انجام می‌دهند. پدیذهٔ پلیس خصوصی در همهٔ جهان در حال رشد است.
پلیس خصوصی نوعاً بر زیان جای جرم، روش‌های پیشگیرانه جای مجازات؛ دادگستری خصوصی (نظیر اخراج اختلاس کنندگان یا صدور هشدارهای تجاوز ممنوع برای کسانی که از مغازه‌ها جنس بلند می‌کنند) جای دادگاه عمومی و مالکیت خصوصی جای مالکیت عمومی تمرکز می‌کنند.

## رابطه با آنارکو-کاپیتالیستم
در نظریه آنارکو-کاپیتالیسم پلیس خصوصی به طرز برجسته‌ای ظاهر می‌شود و در کنار دفاع از سازمان‌های دفاع خصوصی، سازمان‌های حل اختلاف، و ایجاد خصوصی قانون آن را از مینارشیسم متمایز می‌کند. از آنجایی که خصوصی‌سازی قابلیت پلیس (با واگذاری بودجه، کنترل، مالکیت همه نیروهای پلیسی به موجودیتهای خصوصی) توانایی حکومت را برای جمع اوری مالیات به زور را از بین خواهد برد، علی الظاهر تنها راهی که این می‌تواند کار کند در جامعه‌ای ست که همهٔ دیگر خدمات خصوصی شده باشند. اضافه بر این، حکومت توانایی دخالت برای اعمال مفهوم عدالت را از دست خواهد داد، این عامل هم با ایده دولت نگهبان شب که آن را قادر به اقدام جهت پاسداری از آزادیست ناسازگار خواهد کرد.

## مزایای پنداشته شده
یکی از مزایای چنین ترتیباتی امکان رقابت است. اگر دولت به یک شرکت پلیس خصوصی پیمانکاری کند، پیمانکاران مختلف می‌توانند برای ارائهٔ بالاترین کیفیت و/یا کمترین قیمت رقابت کنند.
اگر شرکت‌ها و خانوارهای بتوانند شرکت پلیسی خود را برگزینند، آنگاه رقابت می‌تواند حتی مزایای بیشتری برای شهروندان به همراه داشته باشد زیرا پیمانکاران در پی بازارهای تخصصی خواهند بود. در چنین سیستمی، تک تک شهروندان، شرکتها، و... می‌توانند خدماتی را برگزینند که فکر می‌کنند ترکیب کیفیت/قیمت مناسبی برایشان دارد و بر نیازهای امنیتی تمرکز کنند که بیش از همه برایشان اهمیت دارد.
شواهدی وجود دارد که پلیس خصوصی می‌تواند خدماتی ارزانتر از پلیس دولتی ارائه دهد. هزینه نگهبانان ویژه خصوصی سن فرنسیسکو ۲۵-۳۰$ بر ساعت است در مقایسه با ۵۸$ بر ساعت یک مأمور پلیس.
این نظام بهتر می‌تواند از خدمات ضعیف و دیگر سو استفاده‌ها جلوگیری کند زیرا شهروندان می‌توانند به‌طور یکطرفه شرکت پلیسشان را برکنار کنند جای این که با دولت لابی کنند که چنین کند، اقدامی که معمولاً مطلوب نیست زیرا معلوم نیست موفق خواهد بود یا نه.

## معایب پنداشته شده
مشکلات این صنعت عبارتند از امکان مجرمین برای ایجاد شرکت‌های خودشان، سو استفاده از تجهیرات نظارتی، ازدیاد سلاح‌ها، ضعف روابط بین پلیس خصوصی و دولتی.
در آنارکو-کاپیتالیسم مالیات دهندکان مجبور نیستند به تأمین بودجه خدمات پلیسی بپردازند، چینن پرداختهایی داوطلبانه خواهد بود. استدلالی علیه این سیاست این است که به ضرر فقراست که از پس هزینه کردن پول زیاد برای پلیس برنمی آیند. نتیجتاً برخی لیبرترین‌های میانه‌رو از ووشرهای پلیس داده شده به هر شهروند حمایت می‌کنند که به انها مبلغ معینی پول می‌دهد که شرکت پلیس خصوصی را به انتخاب خود به خرج مالیات دهنده برگزینند.